# XVa (Inschrift)

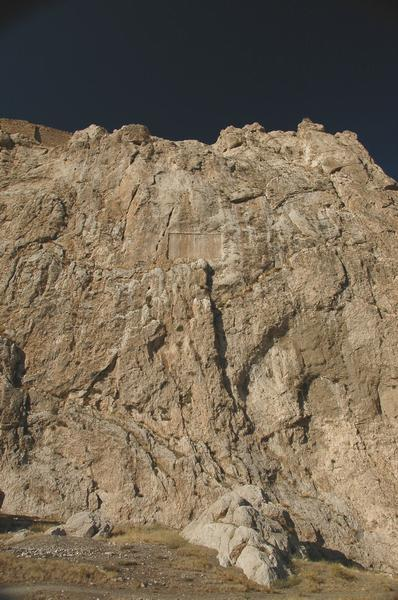
Die Inschrift XVa in der Höhe von ungefähr 60 m vom Boden aus

Gesamtsicht auf die dreisprachige Inschrift XVa: Links die altpersische, in der Mitte die elamische und rechts die babylonische Sprachversion

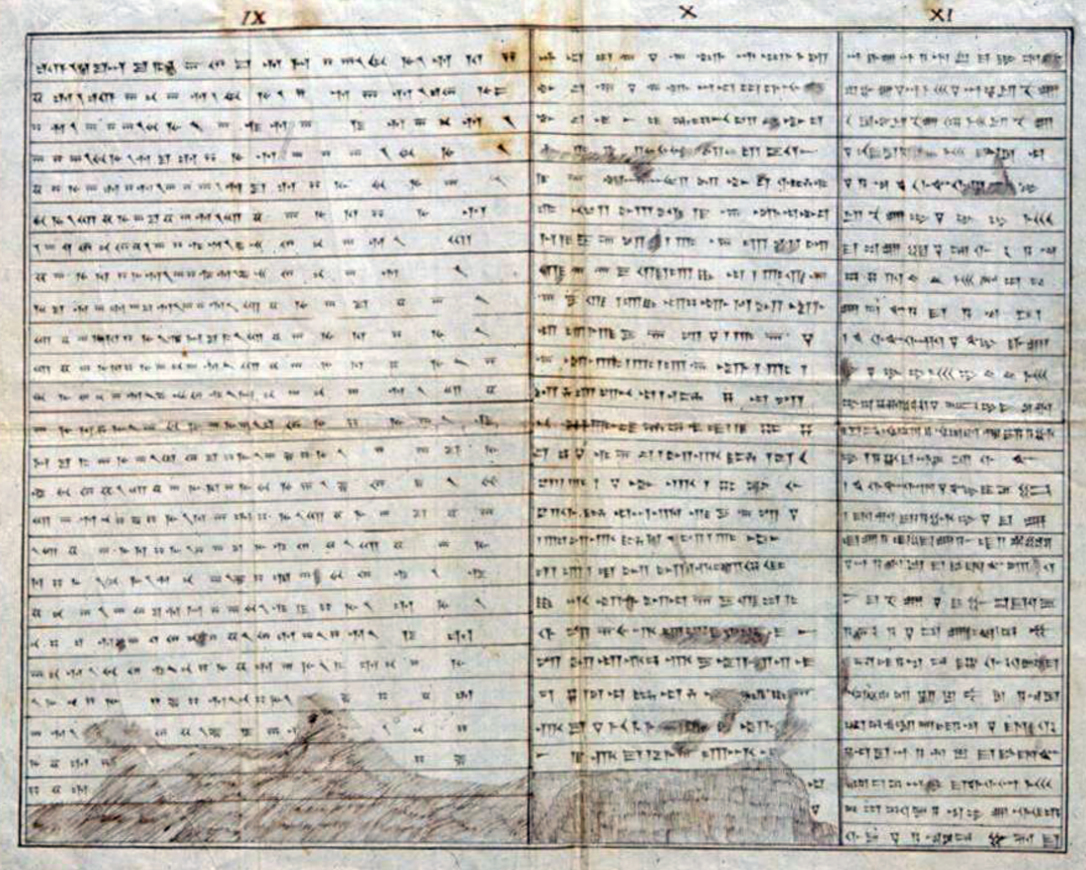
Abschrift von Friedrich Eduard Schulz

XVa ist die Bezeichnung einer Inschrift von Xerxes I. (X). Sie wurde in Van (V) entdeckt und von der Wissenschaft mit einem Index (a) versehen. Die Inschrift liegt in altpersischer, elamischer und babylonischer Sprache vor.

## Inhalt
„§1. Der große Gott (ist) Ahuramazda, der der größte unter den Göttern (ist), der diese Erde erschaffen hat, der jenen Himmel erschaffen hat, der den Menschen erschaffen hat, der das Glück erschaffen hat für den Menschen, der Xerxes (zum) König gemacht hat, den einen (zum) König über viele, den einen (zum) Gebieter über viele.
§2. Ich (bin) Xerxes, der große König, König der Könige, König der Länder mit vielen Stämmen, König auf dieser großen Erde auch weithin, des Dareios, des Königs, Sohn, ein Achaimenide.
§3. Es kündet Xerxes, der König: Dareios, der König, der mein Vater (war), - der hat nach dem Willen Ahuramazdas viel, das schön (ist), gemacht, und (auch) diese Stelle hier hat er angeordnet auszuhauen, während er eine Inschrift nicht zur Niederschrift brachte. Darnach habe ich angeordnet, diese Inschrift hier anzubringen. Mich soll Ahuramazda schützen zusammen mit den Göttern und mein Reich und, was von mir geschaffen (worden ist).“

## Beschreibung
Die Inschrift XVa befindet sich in einer künstlichen Nische am Burgfelsen von Van ungefähr 60 m über dem Boden. Jede Sprachversion hat 27 Zeilen. Die Inschrift ist in gutem Zustand, oder wie es Friedrich Eduard Schulz 1840 ausgedrückt hat: „Die Keilschriftzeichen (…) sind von größter Schönheit; bis auf ein paar kleine Schäden in der zweiten und dritten Spalte könnten sie nicht besser erhalten sein, als wenn man sie gestern ausgeführt hätte.“ Die Inschrift befindet sich in situ (am Ursprungsort).
Die Inschrift wurde von Roland Grubb Kent als XV bezeichnet und von Rüdiger Schmitt in XVa gemäß der etablierten Notation umbenannt.

## Forschungsgeschichte
Friedrich Eduard Schulz entdeckte die Inschrift 1827 und zeichnete sie mit Hilfe eines Fernrohrs ab. Er veröffentlichte eine Abschrift 1840. 1898/1899 fotografierten Carl Friedrich Lehmann-Haupt und Waldemar Belck die Inschrift auf ihrer Reise durch Armenien. Die Inschrift wurde erstmals von Franz Heinrich Weißbach in allen Sprachversionen veröffentlicht.

## Rezeption
Die Inschrift XVa ist eine der wenigen Inschriften, die außerhalb des westlichen Irans positioniert wurde. Die Gründe für den Standort sind unbekannt. Eine Vermutung ist, dass in dieser Gegend viele Kämpfe nach der Machtergreifung von Dareios I. stattgefunden hatten.